# My Lindelöf
My Lindelöf, född 1962 i Helsingfors, Finland, är en finlandssvensk författare och poet. Hon är bosatt i Helsingfors. Lindelöf var redaktionssekreterare och redaktör för kulturtidskriften Ny Tid mellan åren 2000–2022.